# Jean Aubain
Jean Emmanuel Aubain (* 1. Februar 1928 in Bordeaux; † 28. Dezember 2015 in Versailles) war ein französischer Komponist und Musikpädagoge.

## Leben
Jean Aubin begann seine musikalische Ausbildung am Konservatorium seiner Heimatstadt und studierte am Conservatoire de Paris bei Suzanne Plé-Caussade, Olivier Messiaen und Tony Aubin. 1955 gewann er mit der Kantate Le mariage forcé von Charles Clerc (nach Molière) den Premier Grand Prix de Rome. 
Nach dem mit dem Preis verbundenen Aufenthalt in der Villa Medici in Rom (1957–1960) wurde er 1963 als Nachfolger von Raymond Gallois-Montbrun Leiter des Konservatoriums von Versailles. Nach seiner Pensionierung 1996 wurde Paul Méfano sein Nachfolger.

## Werke

### Musikalische Kompositionen
Aubain komponierte u. a. eine Oper, einen Marche burlesque für Orchester, ein Klarinettenkonzert sowie kammermusikalische Werke.
- Le mariage forcé, Oper nach Molière, UA 1957
- Air Barrique für Flöte und Klavier, publiziert bei A. Leduc, Paris, 1958 OCLC 726311266
- Marche et scherzo für B-Trompete und Klavier,  publiziert bei A. Leduc, Paris, 1958 OCLC 876306554
- Le Joli printemps, Text: Maurice Fombeure, für vierstimmigen gemischten Chor, publiziert bei G. Delrieu, Nizza,c1958. OCLC 659277469
- Air de ballet für Oboe und Klavier, publiziert bei A. Leduc, Paris, 1958 OCLC 872496458
- Marche burlesque für Orchester, UA 1959
- Deux études für Kontrabass und Klavier, publiziert bei A. Leduc, Paris, 1961 OCLC 7227317
- Deux études für Oboe und Klavier, publiziert in bei  Editions Rideau Rouge, Paris, 1967 OCLC 13684470 I D'expression II D'articulation.
- Trois études für Perkussionsinstrumente und Klavier, publiziert bei A. Leduc, Paris, 1968 OCLC 471682886 I Variations. II Scherzo.III Final.
- Aria, scherzo et final für Posaune und Klavier, publiziert bei Alphonse Leduc Editions Musicales, Paris, 1969 OCLC 981363432
- Sonatine für Horn und Klavier,  publiziert bei Choudens, Paris, 1971 OCLC 314709358
- Sonatine für Kornett oder Trompete und Klavier, publiziert bei Choudens, Paris, 1971 OCLC 757591335
- Thème et variations für Bass-Saxhorn, Tuba oder Bassposaune und Klavier, 1975
- Suite für Perkussion und Klavier, 1978
- Pastorale et scherzo für Klarinette und Klavier, 1979
- Trois Notations für Gitarre, 1983
- Concerto für Klarinette und Orchester, 1985
- 1 er Recueil d’œuvres pour trompette et piano : degré débutant, 1986
- Invention sur BACH für Cello, 1994
- Variations für Cello solo 1997
- Adagio et Scherzo für Violine, 2007–08
- Trois Chansons du XVI° siècle für Gesang und Klavier, I Je me levay. II Je sens l'affection. III Adieu ma mie. OCLC 843235910

### Unterrichtswerke
- Nouveaux musiciens, Stücke mit steigendem Schwierigkeitsgrad für Klavier OCLC 611604788

| Personendaten    | Personendaten                             |
| ---------------- | ----------------------------------------- |
| NAME             | Aubain, Jean                              |
| ALTERNATIVNAMEN  | Aubain, Jean Emmanuel                     |
| KURZBESCHREIBUNG | französischer Komponist und Musikpädagoge |
| GEBURTSDATUM     | 1. Februar 1928                           |
| GEBURTSORT       | Bordeaux                                  |
| STERBEDATUM      | 28. Dezember 2015                         |
| STERBEORT        | Versailles                                |